# Saison 2006 de l'équipe cycliste Unibet.com
En 2006, l'équipe cycliste Unibet évoluait sur le circuit continental.

## Effectif
| Cycliste              | Date de naissance | Nationalité | Équipe 2005          |
| --------------------- | ----------------- | ----------- | -------------------- |
| Glenn Bak             | 07-06-1981        | Danemark    |                      |
| David Boucher         | 17-03-1980        | France      |                      |
| Camille Bouquet       | 23-09-1979        | France      |                      |
| Angel Castresana      | 29-02-1972        | Espagne     |                      |
| Johan Coenen          | 04-02-1979        | Belgique    |                      |
| Baden Cooke           | 12-10-1978        | Australie   | Française des jeux   |
| Juan Carlos Domínguez | 13-04-1971        | Espagne     | Saunier Duval-Prodir |
| Frédéric Gabriel      | 20-07-1970        | France      |                      |
| Gorik Gardeyn         | 17-03-1980        | Belgique    |                      |
| Jeremy Hunt           | 12-03-1974        | Royaume-Uni |                      |
| Pieter Jacobs         | 06-06-1986        | Belgique    |                      |
| Jonas Ljungblad       | 15-01-1979        | Suède       | Amore & Vita         |
| Geert Omloop          | 12-02-1974        | Belgique    |                      |
| Luis Pasamontes       | 02-10-1979        | Espagne     | Relax Fuenlabrada    |
| Matthé Pronk          | 01-07-1974        | Pays-Bas    |                      |
| Carlos García Quesada | 18-04-1978        | Espagne     | Comunidad Valenciana |
| Peter Renäng          | 26-07-1981        | Suède       | ComNet-Senges        |
| Marco Serpellini      | 14-08-1972        | Italie      | Gerolsteiner         |
| Laurens ten Dam       | 13-11-1980        | Pays-Bas    | Shimano Racing       |
| Erwin Thijs           | 06-08-1970        | Belgique    |                      |
| Bobbie Traksel        | 03-11-1981        | Pays-Bas    |                      |
| Kurt Van De Wouwer    | 24-09-1971        | Belgique    |                      |
| Stijn Vandenbergh     | 25-07-1984        | Belgique    |                      |
| Matthew Wilson        | 01-10-1977        | Australie   | Française des jeux   |
| Marco Zanotti         | 21-01-1974        | Italie      | Liquigas-Bianchi     |